# Carona
Carona [kaˈroːna] (Caruna [kaˈɾuna] in dialetto bergamasco) è un comune italiano di 279 abitanti della provincia di Bergamo in Lombardia. Situato in Alta Val Brembana, il comune si trova a circa 50 chilometri a nord del capoluogo orobico. Fa parte della Comunità montana della Valle Brembana.

## Geografia fisica

### Territorio

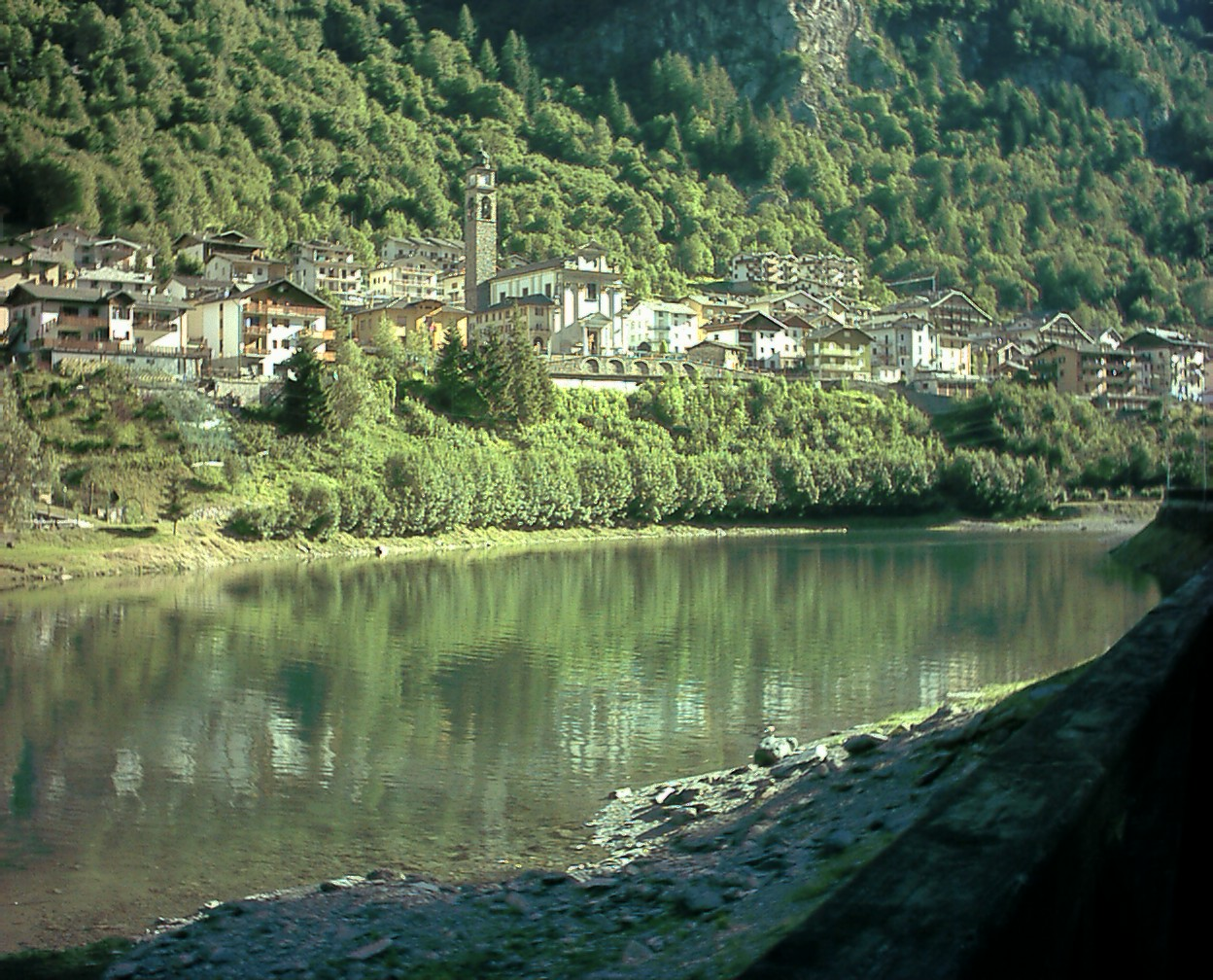
Carona e il suo lago

Il territorio comunale, situato in un contesto naturalistico d'alto profilo, permette un'innumerevole quantità di escursioni adatte ad ogni esigenza. Tra le altre si segnalano l'ascesa al Pizzo del Diavolo di Tenda, al Monte Aga e al Pizzo Zerna, ma anche quelle al Rifugio Laghi Gemelli, al Rifugio Fratelli Calvi ed al Rifugio Fratelli Longo, questi ultimi due meta di numerose escursioni in mountain-bike.
Durante il periodo invernale il paese, consorziato con i comuni vicini, vanta numerose opportunità per gli amanti dello sci alpino e sci alpinismo, con collegamenti con la stazione di Foppolo.
A mezz'ora di cammino dal centro abitato, salendo verso il rifugio Fratelli Calvi, si trova il caratteristico borgo di Pagliari. Si tratta di un piccolo agglomerato urbano in stile rustico, con le case costruite in ardesia e senza le fondamenta, tanto da essere chiamato la contrada di pietra. Percorso per lungo tempo da viandanti e contrabbandieri che transitavano per evitare la dogana del Passo di San Marco, ha origini risalenti al XVI secolo.

## Storia
Recenti studi riconducono i primi segni della presenza umana addirittura all'epoca etrusca, grazie alla scoperta di importanti reperti in località Foppa e lungo il sentiero che conduce ai laghi Gemelli. Si pensa che a questi ritrovamenti non corrispondessero insediamenti stabili, date le impervie condizioni territoriali in cui sono stati rinvenuti.
Le epoche successive videro l'arrivo della dominazione romana, che si spinse fin quassù al fine di sfruttare le grandi potenzialità minerarie della zona, installando anche un forno per la fusione del ferro.
Il toponimo dovrebbe risalire proprio a questo periodo, anche se sull'origine vi sono numerose ipotesi: c'è chi ritiene possa essere riconducibile ad un nome di persona, e chi invece asserisce che derivi dal latino calauna.
Come per molti altri borghi vicini, si pensa tuttavia i primi insediamenti stabili in questa zona siano riconducibili all'epoca delle invasioni barbariche, quando le popolazioni soggette alle scorrerie si rifugiarono in luoghi remoti, al riparo dall'impeto delle orde conquistatrici.
Il primo documento che attesta l'esistenza di Carona risale all'anno 926, anche se scarse sono le notizie fino all'epoca medievale: si sa che il territorio venne assoggettato dal Sacro Romano Impero, che lo affidò alla diocesi di Bergamo. In seguito il borgo venne posto nel feudo facente capo alla famiglia Della Torre e in seguito a quella ghibellina dei Visconti, che diedero il permesso, ad ogni persona appartenente alla loro fazione, di uccidere un guelfo. In tal senso si verificarono scontri tra le opposte schiere anche nelle sperdute frazioni, che videro la morte di una decina di persone.
Documenti del XIV secolo riferiscono che Carona faceva parte di un unico comune comprendente i vicini Valleve, Foppolo, Cambrembo e Fondra, mentre il secolo successivo fu aggregato a Branzi e Fondra a formare il comune di Valfondra Inferiore dalla cui divisione, nel 1595, nacquero i comuni di Carona, Branzi e Fondra.
Nel corso del XV secolo il paese, dopo essere entrato a far parte della Repubblica di Venezia, fu inserito nel distretto amministrativo della Valle Brembana Oltre la Goggia, che comprendeva tutti i comuni dell'alta valle, con capoluogo posto a Valnegra e godeva di sgravi fiscali e numerosi privilegi.

In questo periodo si sviluppò ulteriormente l'attività estrattiva, ma anche la produzione delle piodere, ovvero le pietre di ardesia utilizzate nella costruzione dei tetti. Tradizioni popolari raccontano che la zona fosse particolarmente ricca di minerali, in particolare la miniera in località Venina, tanto che era usanza dire che 
(la Val Venina da sola vale di più di tutta la Valtellina)
Con l'arrivo della dominazione austriaca, il territorio fu soggetto a forti dazi e tasse, che affossarono le esportazioni e fecero cadere in una crisi irreversibile l'economia del paese, costretto a far chiudere le miniere all'inizio del XIX secolo.
All'inizio del XX secolo il paese venne interessato dalla costruzione di ben dieci dighe idroelettriche, che permettono di fornire elettricità a parte della provincia bergamasca. Tra queste si può notare quella a margine dell'abitato, che costituisce il lago del paese. Altre si trovano più a monte, tra cui le ben note dighe di Fregabolgia e dei Laghi Gemelli.

### Simboli
Lo stemma e il gonfalone del comune sono stati concessi con decreto del presidente della Repubblica del 6 novembre 2008.
Il gonfalone è un drappo partito di giallo e di bianco.
L'oro e il rosso sono i colori del capoluogo Bergamo. La banda ondata rappresenta un ramo del fiume Brembo che attraversa il paese e la montagna di due cime simboleggia le vette elevate del territorio. Questo stemma è la rielaborazione di uno precedente che si presentava: troncato (partito) di verde e d'oro, alla banda d'azzurro, attraversante, accompagnata dal monte all'italiana di tre cime di verde, fondato in punta.

## Monumenti e luoghi d'interesse
I caratteristici viottoli di Pagliari, la fontana e la chiesetta di San Gottardo (protettore dalle frane e dalle slavine) sono recentemente state al centro di un intervento di recupero dal degrado che lo aveva colpito dopo il costante spopolamento. Ora, benché disabitato, il borgo presenta più della metà degli edifici ristrutturati.
A Carona è inoltre da ricordare la parrocchiale dedicata a San Giovanni Battista risalente al XV secolo. All'interno si possono trovare tre altari, unitamente a stucchi ed affreschi di buon pregio, frutto di artisti locali.
Merita menzione anche la piccola chiesa di San Giovanni decollato che, consacrata nel 1450, fa bella mostra di sé con un grande campanile in pietra, all'inizio del centro abitato.

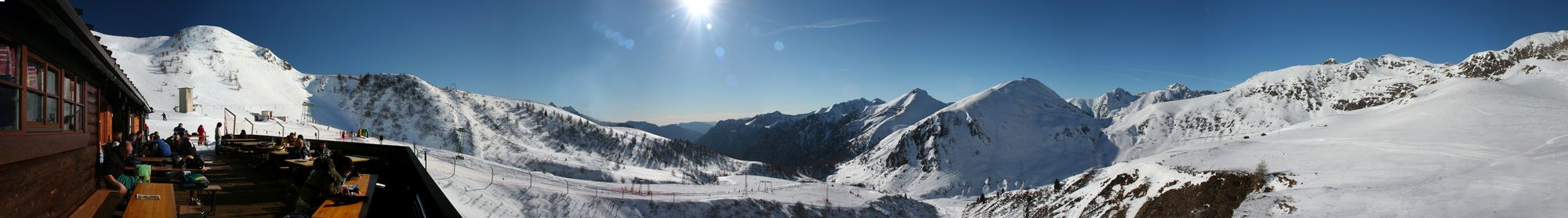
Le piste da sci, viste dal Rifugio Mirtillo

## Società

### Evoluzione demografica
Abitanti censiti

## Geografia antropica

### Frazioni
Oltre al capoluogo Carona, fanno parte del comune le frazioni Carona Bassa e Pagliari.

## Amministrazione
| Periodo        | Periodo        | Primo cittadino            | Partito                                | Carica  | Note |
| -------------- | -------------- | -------------------------- | -------------------------------------- | ------- | ---- |
| 23 aprile 1995 | 12 giugno 1999 | Giancarlo Pedretti         | lista civica                           | sindaco |      |
| 13 giugno 1999 | 13 giugno 2004 | Federico Paganoni          | lista civica                           | sindaco |      |
| 14 giugno 2004 | 7 giugno 2009  | Tarcisio Walter Migliorini | lista civica                           | sindaco |      |
| 8 giugno 2009  | 24 maggio 2014 | Giovanni Alberto Bianchi   | lista civica Carona ieri oggi e domani | sindaco |      |
| 25 maggio 2014 | 10 giugno 2017 | Giovanni Alberto Bianchi   | lista civica Uniti per Carona          | sindaco |      |
| 11 giugno 2017 | 11 giugno 2022 | Giancarlo Pedretti         | lista civica Vivi Carona               | sindaco |      |
| 12 giugno 2022 | in carica      | Aldo Ruffini               | lista civica Carona Carona             | sindaco |      |